# Velvyslanectví České republiky v Soulu
Velvyslanectví České republiky v Korejské republice nebo Velvyslanectví České republiky v Koreji je nejvyšším diplomatickým zastoupením České republiky v Jižní Koreji. Nachází se v komplexu The K Twin Towers (budova B), 19 Junghak-dong, ve čtvrti Čongno-gu v jihokorejském hlavním městě Soulu. Od roku 2023 je českým velvyslancem v Koreji Ivan Jančárek.

## Historie
Po korejské válce a rozdělení poloostrova na Severní a Jižní Koreu udržovalo komunistické Československo diplomatické vazby pouze s KLDR. Jižní Korea navázala první diplomatické vztahy s Československou federativní republikou 22. března 1990, tedy krátce po Sametové revoluci. Dne 13. června 1990 zřídila jihokorejská vláda v Praze své velvyslanectví, 19. července 1991 potom československá vláda zřídila v Soulu velvyslanectví československé (pozdější Velvyslanectví České republiky v Koreji). 
Po rozpadu Československa 1. ledna 1993 bylo velvyslanectví v Soulu reorganizováno na Velvyslanectví České republiky v Koreji. Tehdejší velvyslanec Štefan Morávek, slovenské národnosti, se následně stal velvyslancem Slovenské republiky a do českého úřadu nastoupil jako chargé d'affaires Jaroslav Bařinka.

## Povinnosti a služby
Mezi jeho hlavní úkoly patří diplomatická jednání a mezinárodní spolupráce s jihokorejskou vládou, hospodářská a obchodní jednání, kulturní, akademické a sportovní výměny a spolupráce mezi oběma zeměmi, prosazování zahraniční politiky, ochrana a poradenství českým občanům pobývajícím v Korejské republice. Dále zajišťuje administrativní úkoly, jako např. ověřování dokumentů, státní příslušnost, rodinné záznamy, pasové a vízové záležitosti atd.